# Andy Narell
Andy Narell (né le 18 avril 1954 à New York) est un musicien et compositeur de jazz fusion américain, spécialisé dans le steel drum, dont il est l'un des plus célèbres ambassadeurs. Il est né à New York et a déménagé en Californie à son adolescence. Il a appris le steel drum à un très jeune âge dans le Queens, à New York. Son père Murray Narell était un travailleur social qui a amené le steel pan à New York dans le but de faire sortir les enfants des rues et les pousser à délaisser leurs gangs pour rejoindre des steel bands. Andy Narell, parallèlement à sa carrière solo, a été membre de divers groupes tels que le Caribbean Jazz Project, Montreux ou Sakésho et a joué avec Béla Fleck and the Flecktones. Il a un frère, Jeff Narell, lui aussi paniste avec son propre style et sa propre carrière solo.

## Discographie

### Albums solo
- Hidden treasure (Windham Hill Records,1979)
- Stickman (Windham Hill Records, 1986)
- Slow Motion (Windham Hill Records, 1989)
- Little Secrets (Windham Hill Records, 1989)
- The Hammer (Windham Hill Records, 1990)
- Light in Your Eyes (Windham Hill Records, 1990)
- Down the Road (Windham Hill Records, 1992)
- The Long Time Band (Windham Hill Records, 1995)
- Behind the Bridge (Heads Up, 1998)
- Fire in the Engine Room (Heads Up, 2000)
- Live in South Africa (Heads Up, 2001)
- The Passage (Heads Up, 2004)
- Tatoom (Heads Up, 2007)
- Dis 1. 4. Raf (Listen 2 Entertainment Group, 2016)

### AvecMontreux
- Live at Montreux (Windham Hill, 1984)
- Chiaroscuro (Windham Hill, 1985)
- Sign Language (Windham Hill), 1987)

### Avec leCaribbean Jazz Project
- The Caribbean Jazz Project (Heads Up, 1995)
- Island Stories (Heads Up, 1997)

### AvecSakésho
- Sakésho (Heads Up, 2002)
- We Want You to Say... (Heads Up, 2005)

### Avec Relator
- University Of Calypso (Telarc, 2009)

### Compilations
- Sampler '96 (Windham Hill Records, 1996)
- A Winter's Solstice III (Windham Hill Records, 1990)
- The Bach Variations (Windham Hill Records, 1994)
- A Winter's Solstice IV (Windham Hill Records, 1993)

### Collaborations
- Outbound (Béla Fleck and the Flecktones)
- Live at the Quick (Béla Fleck and the Flecktones)
- The Sun Don't Lie (Marcus Miller)
- Brazil Duets (Mike Marshall)
- Good to Go-Go (Spyro Gyra)
- The Seventh One (Toto)
- Electric Side (Biréli Lagrène)
- Tres Almas (Janysett McPherson)